# Grand Prix automobile de Mexico 2023
GP précédent GP suivant
Le Grand Prix automobile de Mexico 2023 (Formula 1 Gran Premio de la Ciudad de México 2023) disputé le 29 octobre 2023 sur l'Autódromo Hermanos Rodríguez, est la 1098e épreuve du championnat du monde de Formule 1 courue depuis 1950. Il s'agit de la 23e édition du Grand Prix mexicain comptant pour le championnat du monde de Formule 1 courue sur le même circuit et de la vingtième manche du championnat 2023.
Loin de Max Verstappen lors des trois séances d'essais libres, les Ferrari SF-23 prennent les devants au moment décisif de la troisième phase des qualifications : Charles Leclerc n'a besoin que de sa première tentative pour obtenir la vingt-deuxième pole position de sa carrière, la quatrième d'une saison où il ne s'est pas encore imposé en course. À 67 millièmes de seconde, son coéquipier Carlos Sainz Jr. l'accompagne en première ligne. Ils devancent le triple champion du monde néerlandais qui part en deuxième ligne devant Daniel Ricciardo au volant de son AlphaTauri AT04 qui semble s'être remis de sa fracture du poignet. Devant son public, Sergio Pérez part cinquième, Lewis Hamilton à ses côtés. Oscar Piastri est sur la quatrième ligne, palliant l'absence de Lando Norris piégé en Q1, suivi par George Russell. Les inattendues Alfa Romeo C43 de Valtteri Bottas et Zhou Guanyu forment la cinquième ligne.
Trois semaines après avoir conquis son troisième titre de champion du monde, Max Verstappen continue à battre des records en remportant une seizième victoire dans la saison et en portant sa marque à 854 tours et 4 166 kilomètres en tête ; il rejoint Alain Prost au quatrième rang des pilotes les plus victorieux avec cinquante-et-un succès. Seul en piste et en tête dès la sortie du premier virage, il n'est jamais inquiété, même par Lewis Hamilton qui termine à treize secondes, alors que le poleman Charles Leclerc ne peut faire mieux que la troisième marche du podium à vingt-trois secondes du vainqueur.   
Au départ, Sergio Pérez, bénéficiant de l'aspiration de son coéquipier, tente un dépassement sur Leclerc par l'extérieur du premier virage, alors que Verstappen a déjà pris l'avantage à l'intérieur. Pris en sandwich entre les Red Bull, Leclerc ne peut éviter l'accrochage qui propulse la RB19 en l'air et arrache le déflecteur gauche de l'aileron avant de la Ferrari. Si Leclerc peut continuer dans des conditions pas si pénalisantes, les dégâts sur la monoplace du Mexicain provoquent son abandon, ce qui arrache des cris de dépit aux tribunes combles. Verstappen s'échappe facilement en tête et Leclerc, sur un bon rythme en deuxième position, tient son coéquipier Sainz à distance. Au dixième tour, Hamilton, parti sixième, dépasse Ricciardo et prend la quatrième position. Verstappen observe son arrêt au stand dès le vingtième tour, repart sixième en pneus durs et entame sa remontée ; il est déjà deuxième quand le leader Leclerc s'arrête, au trente-et-unième tour, lui rendant les commandes. À ce moment, Kevin Magnussen, victime d'un bris mécanique, pulvérise sa Haas VF-23 dans les protections du virage no 8. La procédure de voiture de sécurité virtuelle est déployée et Verstappen bénéficie dès lors d'un arrêt gratuit pour se chausser de neuf, ce qui ruine la stratégie de Ferrari pour lui contester la victoire. Le drapeau rouge est brandi au tour suivant pour permettre l'évacuation de la monoplace en flammes et la remise en état des barrières.
Lors du deuxième départ, arrêté, Verstappen s'échappe immédiatement et creuse les écarts habituels sur la concurrence. Hamilton dépasse Leclerc dans la quarantième boucle et tente, sans succès, de se lancer à la chasse du Néerlandais. Sainz mène une course solitaire au quatrième rang, tandis que Norris, revenu du dix-septième rang, et qui perd encore cinq places au deuxième départ pour se retrouver quinzième, effectue une remontée spectaculaire et dépasse Russell au soixante-septième tour pour se classer cinquième devant son compatriote. Ricciardo, remis de sa fracture à la main, obtient le meilleur résultat de la saison d'AlphaTauri en se battant jusqu'au bout pour obtenir la septième place. Piastri apporte quatre points supplémentaires à McLaren en se classant huitième ; Albon et Ocon prennent les points restants.  
Au classement du championnat du monde, Verstappen continue de faire tourner le compteur de son record de points sur une saison en atteignant 491 unités. Pérez, dont la place de dauphin n'est toujours pas assurée, reste bloqué à 240 points et voit Hamilton se rapprocher (220 points). Sainz (183 points) ravit à Alonso le quatrième rang, à égalité de points ; ils sont suivis par Norris (169 points) qui n'a que trois unités d'avance sur Leclerc (166 points). Au huitième rang, Russell (151 points) navigue loin devant Piastri (87 points) et Gasly (56 points). Chez les constructeurs, si le champion Red Bull Racing totalise 731 points, Mercedes (371 points) n'est pas à l'abri d'un retour de Ferrari (349 points). McLaren (256 points), quatrième, devance de vingt points Aston Martin (236 points) ; suivent Alpine (101 points), Williams (28 points), AlphaTauri (16 points) qui gagne deux places, Alfa Romeo (16 points) et Haas (12 points), désormais dernier du classement.

## Pneus disponibles
| Pneus pour piste sèche | Pneus pour piste sèche | Pneus pour piste sèche | Pneus pluie    | Pneus pluie |
| ---------------------- | ---------------------- | ---------------------- | -------------- | ----------- |
| Durs (Type C3)         | Medium (Type C4)       | Tendres (Type C5)      | Intermédiaires | Pluie       |

## Essais libres

### Première séance, le vendredi de 12 h 30 à 13 h 30
| Pos. | Pilote          | Voiture             | Chrono         | Écart     |
| ---- | --------------- | ------------------- | -------------- | --------- |
| 1    | Max Verstappen  | Red Bull-Honda RBPT | 1 min 19 s 718 |           |
| 2    | Alexander Albon | Williams-Mercedes   | 1 min 19 s 813 | + 0 s 095 |
| 3    | Sergio Pérez    | Red Bull-Honda RBPT | 1 min 20 s 015 | + 0 s 297 |
| 4    | Lando Norris    | McLaren-Mercedes    | 1 min 20 s 237 | + 0 s 519 |
| 5    | Charles Leclerc | Ferrari             | 1 min 20 s 297 | + 0 s 579 |
| 6    | Oscar Piastri   | McLaren-Mercedes    | 1 min 20 s 463 | + 0 s 745 |

- Théo Pourchaire, pilote-essayeur pour Alfa Romeo Racing, remplace Valtteri Bottas au volant de la C43 lors de cette séance d'essai[4] ;
- Isack Hadjar, pilote-essayeur pour la Scuderia AlphaTauri, remplace Yuki Tsunoda au volant de l'AT04 lors de cette séance d'essai[5] ;
- Jack Doohan, pilote-essayeur pour Alpine F1 Team, remplace Pierre Gasly au volant de l'A523 lors de cette séance d'essai[6] ;
- Frederik Vesti, pilote-essayeur pour Mercedes-AMG Petronas Formula One Team , remplace George Russell au volant de la W14 lors de cette séance d'essai[7] ;
- Oliver Bearman, pilote-essayeur pour Haas F1 Team, remplace Kevin Magnussen au volant de la W14 lors de cette séance d'essai[8].

### Deuxième séance, le vendredi de 16 h à 17 h
| Pos. | Pilote           | Voiture               | Chrono         | Écart     |
| ---- | ---------------- | --------------------- | -------------- | --------- |
| 1    | Max Verstappen   | Red Bull-Honda RBPT   | 1 min 18 s 686 |           |
| 2    | Lando Norris     | McLaren-Mercedes      | 1 min 18 s 805 | + 0 s 119 |
| 3    | Charles Leclerc  | Ferrari               | 1 min 18 s 952 | + 0 s 266 |
| 4    | Valtteri Bottas  | Alfa Romeo-Ferrari    | 1 min 18 s 955 | + 0 s 269 |
| 5    | Sergio Pérez     | Red Bull-Honda RBPT   | 1 min 18 s 988 | + 0 s 302 |
| 6    | Daniel Ricciardo | AlphaTauri-Honda RBPT | 1 min 19 s 002 | + 0 s 316 |

### Troisième séance, le samedi de 11 h 30 à 12 h 30
| Pos. | Pilote          | Voiture             | Chrono         | Écart     |
| ---- | --------------- | ------------------- | -------------- | --------- |
| 1    | Max Verstappen  | Red Bull-Honda RBPT | 1 min 17 s 887 |           |
| 2    | Alexander Albon | Williams-Mercedes   | 1 min 17 s 957 | + 0 s 070 |
| 3    | Sergio Pérez    | Red Bull-Honda RBPT | 1 min 18 s 026 | + 0 s 139 |
| 4    | George Russell  | Mercedes            | 1 min 38 s 248 | + 0 s 361 |
| 5    | Oscar Piastri   | McLaren-Mercedes    | 1 min 18 s 392 | + 0 s 505 |
| 6    | Valtteri Bottas | Alfa Romeo-Ferrari  | 1 min 18 s 437 | + 0 s 550 |

## Séance de qualifications

### Résultats des qualifications
| Pos.                                                                                      | Pilote           | Écurie                | Qualifications 1 | Qualifications 2 | Qualifications 3 |
| ----------------------------------------------------------------------------------------- | ---------------- | --------------------- | ---------------- | ---------------- | ---------------- |
| 1                                                                                         | Charles Leclerc  | Ferrari               | 1 min 18 s 401   | 1 min 17 s 901   | 1 min 17 s 166   |
| 2                                                                                         | Carlos Sainz     | Ferrari               | 1 min 18 s 755   | 1 min 18 s 382   | 1 min 17 s 233   |
| 3                                                                                         | Max Verstappen   | Red Bull-Honda RBPT   | 1 min 18 s 099   | 1 min 17 s 625   | 1 min 17 s 263   |
| 4                                                                                         | Daniel Ricciardo | AlphaTauri-Honda RBPT | 1 min 18 s 341   | 1 min 17 s 706   | 1 min 17 s 382   |
| 5                                                                                         | Sergio Pérez     | Red Bull-Honda RBPT   | 1 min 18 s 552   | 1 min 18 s 124   | 1 min 17 s 423   |
| 6                                                                                         | Lewis Hamilton   | Mercedes              | 1 min 18 s 677   | 1 min 17 s 571   | 1 min 17 s 454   |
| 7                                                                                         | Oscar Piastri    | McLaren-Mercedes      | 1 min 18 s 241   | 1 min 17 s 874   | 1 min 17 s 623   |
| 8                                                                                         | George Russell   | Mercedes              | 1 min 18 s 893   | 1 min 17 s 974   | 1 min 17 s 623   |
| 9                                                                                         | Valtteri Bottas  | Alfa Romeo-Ferrari    | 1 min 18 s 429   | 1 min 18 s 016   | 1 min 18 s 032   |
| 10                                                                                        | Guanyu Zhou      | Alfa Romeo-Ferrari    | 1 min 19 s 016   | 1 min 18 s 440   | 1 min 18 s 050   |
| 11                                                                                        | Pierre Gasly     | Alpine-Renault        | 1 min 18 s 945   | 1 min 18 s 521   |                  |
| 12                                                                                        | Nico Hülkenberg  | Haas-Ferrari          | 1 min 18 s 969   | 1 min 18 s 524   |                  |
| 13                                                                                        | Fernando Alonso  | Aston Martin-Mercedes | 1 min 18 s 848   | 1 min 18 s 738   |                  |
| 14                                                                                        | Alexander Albon  | Williams-Mercedes     | 1 min 18 s 828   | 1 min 19 s 147   |                  |
| 15                                                                                        | Yuki Tsunoda     | AlphaTauri-Honda RBPT | 1 min 18 s 890   | Pas de temps     |                  |
| 16                                                                                        | Esteban Ocon     | Alpine-Renault        | 1 min 19 s 080   |                  |                  |
| 17                                                                                        | Kevin Magnussen  | Haas-Ferrari          | 1 min 19 s 163   |                  |                  |
| 18                                                                                        | Lance Stroll     | Aston Martin-Mercedes | 1 min 19 s 227   |                  |                  |
| 19                                                                                        | Lando Norris     | McLaren-Mercedes      | 1 min 21 s 554   |                  |                  |
| Temps minimal à réaliser pour la qualification : 1 min 23 s 565 (107 % de 1 min 18 s 099) |                  |                       |                  |                  |                  |
| Nq.                                                                                       | Logan Sargeant   | Williams-Mercedes     | Pas de temps     |                  |                  |

### Grille de départ
- Lance Stroll, auteur du dix-huitième temps des qualifications, est pénalisé d'un départ depuis la voie des stands en raison de la modification de sa monoplace sous le régime du parc fermé (assemblage du plancher, panneaux situés sur les pontons, beam wing, barre antiroulis arrière, freins avant, réglages des suspensions)[12] ;
- Logan Sargeant, ne réalise pas de temps lors de la phase Q1 à la suite de l'annulation de son meilleur temps pour ne pas avoir suffisamment ralenti sous drapeau jaune. Non qualifié, il est finalement autorisé à prendre le départ mais reçoit une nouvelle pénalité pour avoir dépassé Yuki Tsunoda sous drapeau jaune ; à la suite de la pénalisation de Lance Stroll, il s'élance dix-neuvième[13] ;
- Yuki Tsunoda, auteur du quinzième temps des qualifications, est pénalisé d'un départ depuis le fond de la grille en raison d'un changement hors quota de son moteur à combustion interne, du turbocompresseur, du MGU-H, du MGU-K et de la batterie. Alpha Tauri choisit également de changer la boîte de vitesses de l'AT04 ; à la suite des pénalisations de Logan Sargeant et de Lance Stroll, il s'élance dix-huitième[14].

## Course

### Classement de la course
| Pos. | no | Pilote           | Écurie                | Tours | Temps/Abandon                           | Grille  | Points |
| ---- | -- | ---------------- | --------------------- | ----- | --------------------------------------- | ------- | ------ |
| 1    | 1  | Max Verstappen   | Red Bull-Honda RBPT   | 71    | 2 h 02 min 30 s 814 (149,545 km/h)      | 3       | 25     |
| 2    | 44 | Lewis Hamilton   | Mercedes              | 71    | + 13 s 875                              | 6       | 18 + 1 |
| 3    | 16 | Charles Leclerc  | Ferrari               | 71    | + 23 s 124                              | 1       | 15     |
| 4    | 55 | Carlos Sainz Jr. | Ferrari               | 71    | + 27 s 154                              | 2       | 12     |
| 5    | 4  | Lando Norris     | McLaren-Mercedes      | 71    | + 33 s 266                              | 17      | 10     |
| 6    | 63 | George Russell   | Mercedes              | 71    | + 41 s 020                              | 8       | 8      |
| 7    | 3  | Daniel Ricciardo | AlphaTauri-Honda RBPT | 71    | + 41 s 570                              | 4       | 6      |
| 8    | 81 | Oscar Piastri    | McLaren-Mercedes      | 71    | + 43 s 104                              | 7       | 4      |
| 9    | 23 | Alexander Albon  | Williams-Mercedes     | 71    | + 48 s 573                              | 14      | 2      |
| 10   | 31 | Esteban Ocon     | Alpine-Renault        | 71    | + 1 min 02 s 879                        | 15      | 1      |
| 11   | 10 | Pierre Gasly     | Alpine-Renault        | 71    | + 1 min 06 s 208                        | 11      |        |
| 12   | 22 | Yuki Tsunoda     | AlphaTauri-Honda RBPT | 71    | + 1 min 18 s 982                        | 18      |        |
| 13   | 27 | Nico Hulkenberg  | Haas-Ferrari          | 71    | + 1 min 20 s 309                        | 12      |        |
| 14   | 24 | Zhou Guanyu      | Alfa Romeo-Ferrari    | 71    | + 1 min 21 s 676                        | 10      |        |
| 15   | 77 | Valtteri Bottas  | Alfa Romeo-Ferrari    | 71    | + 1 min 25 s 597 (dont 5 s de pénalité) | 9       |        |
| 16   | 2  | Logan Sargeant   | Williams-Mercedes     | 70    | Pompe à essence                         | 19      |        |
| 17   | 18 | Lance Stroll     | Aston Martin-Mercedes | 66    | Accrochage                              | pitlane |        |
| Abd. | 14 | Fernando Alonso  | Aston Martin-Mercedes | 47    | Dégâts                                  | 13      |        |
| Abd. | 20 | Kevin Magnussen  | Haas-Ferrari          | 31    | Accident                                | 16      |        |
| Abd. | 11 | Sergio Pérez     | Red Bull-Honda RBPT   | 1     | Accrochage                              | 5       |        |

### Pole position et record du tour
- Pole position :  Charles Leclerc (Ferrari) en 1 min 17 s 166 (200,793 km/h)[16].
- Meilleur tour en course :  Lewis Hamilton (Mercedes) en 1 min 21 s 334 (190,503 km/h) au soixante-et-onzième tour ; deuxième de l'épreuve, il remporte le point bonus associé[17].

### Tours en tête
- Max Verstappen (Red Bull-Honda RBPT) : 59 tours (1-19 / 32-71)[18]
- Charles Leclerc (Ferrari) : 12 tours (20-31)

## Classements généraux à l'issue de la course
| Pos.     | Pilote           | Écurie                | Points |
| -------- | ---------------- | --------------------- | ------ |
| Champion | Max Verstappen   | Red Bull-Honda RBPT   | 491    |
| 2        | Sergio Pérez     | Red Bull-Honda RBPT   | 240    |
| 3        | Lewis Hamilton   | Mercedes              | 220    |
| 4        | Carlos Sainz Jr. | Ferrari               | 183    |
| 5        | Fernando Alonso  | Aston Martin-Mercedes | 183    |
| 6        | Lando Norris     | McLaren-Mercedes      | 169    |
| 7        | Charles Leclerc  | Ferrari               | 166    |
| 8        | George Russell   | Mercedes              | 151    |
| 9        | Oscar Piastri    | McLaren-Mercedes      | 87     |
| 10       | Pierre Gasly     | Alpine-Renault        | 56     |
| 11       | Lance Stroll     | Aston Martin-Mercedes | 53     |
| 12       | Esteban Ocon     | Alpine-Renault        | 45     |
| 13       | Alexander Albon  | Williams-Mercedes     | 27     |
| 14       | Valtteri Bottas  | Alfa Romeo-Ferrari    | 10     |
| 15       | Nico Hülkenberg  | Haas-Ferrari          | 9      |
| 16       | Yuki Tsunoda     | AlphaTauri-Honda RBPT | 8      |
| 17       | Daniel Ricciardo | AlphaTauri-Honda RBPT | 6      |
| 18       | Zhou Guanyu      | Alfa Romeo-Ferrari    | 6      |
| 19       | Kevin Magnussen  | Haas-Ferrari          | 3      |
| 20       | Liam Lawson      | AlphaTauri-Honda RBPT | 2      |
| 21       | Logan Sargeant   | Williams-Mercedes     | 1      |

| Pos.     | Écurie                | Points |
| -------- | --------------------- | ------ |
| Champion | Red Bull-Honda RBPT   | 731    |
| 2        | Mercedes              | 371    |
| 3        | Ferrari               | 349    |
| 4        | McLaren-Mercedes      | 256    |
| 5        | Aston Martin-Mercedes | 236    |
| 6        | Alpine-Renault        | 101    |
| 7        | Williams-Mercedes     | 28     |
| 8        | AlphaTauri-Honda RBPT | 16     |
| 9        | Alfa Romeo-Ferrari    | 16     |
| 10       | Haas-Ferrari          | 12     |

## Statistiques
Le Grand Prix de Mexico 2023 représente :
- la 22e pole position de Charles Leclerc, sa quatrième de la saison[21] ;
- la 51e victoire de Max Verstappen, sa seizième de la saison[22] ;
- la 110e victoire de Red Bull, la dix-huitième de la saison[23] ;
- la 18e victoire de Honda RBPT en tant que motoriste[24] ;
- le 200e départ en Grand Prix de Nico Hülkenberg[25] ;

Au cours de ce Grand Prix :
- Max Verstappen, en remportant une 16e victoire, établit le nouveau record de succès sur une saison[26] ;
- Max Verstappen égale le total de succès d'Alain Prost, au quatrième rang des pilotes les plus victorieux[27] ;
- Max Verstappen passe la barre des 2 500 points inscrits en Formule 1 (2 502,5 points)[28] ;
- Lando Norris est élu « pilote du jour » à l'issue d'un vote organisé sur le site officiel de la Formule 1[29] ;
- Danny Sullivan (15 Grands Prix chez Tyrrell Racing en 1983, 2 points, vainqueur des 500 miles d'Indianapolis 1985 et champion CART en 1988) a été nommé conseiller par la FIA pour aider le groupe des commissaires de course dans leurs jugements[30].